# Éditions de la Tarente
Les Éditions de la Tarente sont une maison d'édition française fondée en 1998 par Pierre Rodeville à Aubagne.
Elle est spécialisée dans l'édition d'ouvrages sur la franc-maçonnerie, l’alchimie, le symbolisme, l’ésotérisme et l'histoire.
Elle est plus particulièrement impliquée dans l'édition d'ouvrages sur la franc-maçonnerie rectifiée, et la mouvance martiniste-martinésiste. Cette thématique constitue aujourd’hui une part importante du catalogue.
À la suite du décès de Ladislao Toth en 2021, les Éditions de la Tarente  deviennent dépositaires de son héritage éditorial et s’occupent ainsi de la diffusion de sa maison d’édition, les Éditions Archè, excepté en Italie. En collaboration avec la Société d'Étude de l'Histoire de l'Alchimie (SEHA-CNRS), Archè publie des éditions critiques de textes alchimiques dans la collection Textes et travaux de Chrysopoeia de même que des études sur cette discipline et des revues, comme Chrysopoeia sous la direction de Sylvain Matton.